# Monedas de euro de Francia
El euro (EUR o €) es la moneda oficial de las instituciones de la Unión Europea desde 1999, cuando sustituyó al ECU, de los Estados que pertenecen a la eurozona y de los micro-Estados europeos con quienes la Unión tiene acuerdos al respecto. También es utilizado de facto en Montenegro y Kosovo. Las monedas de euro están diseñadas de tal manera que en su anverso muestran un diseño específico del Estado emisor mientras que en su reverso muestran un diseño común.
Francia definió sus diseños al publicarlos en el Diario Oficial de la República Francesa el 1 de enero de 2002. El 1 de enero de 1999 se introdujo el euro en Francia como moneda de cambio a la vez que en otros 10 países europeos; y el 1 de enero de 2002 comenzó la circulación efectiva en 12 países.
Francia acuñó monedas con fecha 1999, 2000 y 2001 (así como Bélgica, España, Finlandia y Países Bajos), a pesar de que estas entraron a circular en 2002.
El euro circuló simultáneamente al franco hasta el 17 de febrero de 2002 cuando este dejó de tener curso legal aunque hasta el 17 de febrero de 2005 se pudieron canjear en el Banco de Francia a 1€ por cada 6,55957 francos.
Se acuñan en la sede de Pessac de la Monnaie de Paris y cuentan con las siglas RF de République française (República Francesa en francés) y la marca de ceca que consiste en la cornucopia de Pessac . Además también incluyen la marca del director de la ceca que es personal. Desde 1999 ha habido cinco directores: 
- Pierre Rodier (1999-2000): Cuya marca era una abeja.
- Gérard Buquoy (2001-2002): Cuya marca era una herradura.
- Serge Levet (2003): Cuya marca era un corazón.
- Hubert Lariviere (2004-2010): Cuya marca era un cuerno de caza.
- Yves Sampo (2011-): Cuya marca es un hexágono que contiene las letras «YS» y «AGMP» por Yves Sampo y su equipo.

La Monnaie de Paris las pone a la venta en sets en calidad BU con distintos motivos (normal, el principito, caída del primer diente, Jean Giraud/Moebius) y calidad proof.

## Diseño regular
Las monedas de euro francesas presentan tres diseños diferentes para las tres series de denominaciones. La serie de menor valor fue diseñada por Fabienne Courtiade, la intermediaria por Laurent Jorio, y las dos monedas de mayor valor por Joaquin Jiménez. Todos los diseños tienen en común las 12 estrellas de la Unión Europea, el año de acuñación, y las letras "RF" de République Française (República Francesa). 
En las monedas de 1, 2 y 5 céntimos, aparece Marianne, símbolo de la República Francesa. En las monedas de 10, 20 y 50 céntimos, aparece "La Sembradora", también encontrada en el antiguo franco. Finalmente, en las monedas de 1 y 2 euros, un árbol, símbolo de vida, crecimiento y permanencia, figura en el centro de un hexágono (Francia es también conocida como l’Hexagone debido a su forma, que recuerda a un hexágono.) El lema francés LIBERTÉ ÉGALITÉ FRATERNITÉ (“LIBERTAD IGUALDAD FRATERNIDAD”) rodea el motivo.
En 2022, el diseño de las monedas de 1 y 2 euros es actualizado. Los motivos principales son dos árboles (un roble y un olivo) superpuestos, el hexágono y el lema LIBERTÉ ÉGALITÉ FRATERNITÉ, todo ello con una imagen más moderna. Este cambio se pudo hacer ya que habían pasado los quince años que como mínimo deben transcurrir para variar los diseños utilizados en las caras nacionales de las monedas de euro normales (a no ser que cambie el jefe de Estado al que hagan referencia o debido a modificaciones necesarias para evitar la falsificación). Además, con este cambio se pasó a cumplir la recomendación de la Comisión Europea de 2008 (que en 2012 pasó a ser reglamento) en la que constaba lo siguiente: "En la cara nacional deben figurar las doce estrellas europeas, que han de rodear por completo el diseño nacional, incluida la indicación del año de emisión y la del nombre del Estado miembro emisor".
| Motivos de las monedas de 1, 2 y 5 mcts                                                              |
| \| \| \| Marianne, símbolo de la República Francesa, que da motivo a las monedas de 1, 2 y 5 cts. \| |
| |
| Marianne, símbolo de la República Francesa, que da motivo a las monedas de 1, 2 y 5 cts.             |

| Motivos de las monedas de 10, 20 y 50 cts                                                                           |
| \| \| \| La Sembradora, también encontrada en el antiguo franco, que da motivo a las monedas de 10, 20 y 50 cts. \| |
| |
| La Sembradora, también encontrada en el antiguo franco, que da motivo a las monedas de 10, 20 y 50 cts.             |

| Motivos de las monedas de 1 y 2 euro                                                                    |
| \| \| \| Liberté, égalité, fraternité representación lema que da motivo a las monedas de 1 y 2 euro. \| |
| |
| Liberté, égalité, fraternité representación lema que da motivo a las monedas de 1 y 2 euro.             |

## Cantidad de piezas acuñadas
|      | €0.01 | €0.02 | €0.05 | €0.10 | €0.20 | €0.50 | €1.00 | €2.00 |
| ---- | ----- | ----- | ----- | ----- | ----- | ----- | ----- | ----- |
| 1999 | 794   | 702   | 616   | 447   | 454   | 106   | 301   | 57    |
| 2000 | 605   | 510   | 280   | 297   | 149   | 180   | 297   | 171   |
| 2001 | 301   | 249   | 217   | 145   | 256   | 276   | 150   | 238   |
| 2002 | 0.1   | Set   | 186   | 207   | 192   | 226   | 129   | 154   |
| 2003 | 160   | 160   | 101   | 181   | Sets  | Sets  | Sets  | Sets  |
| 2004 | 400   | 300   | 60    | Sets  | Sets  | Sets  | Sets  | Sets  |
| 2005 | 240   | 260   | 20    | 45    | Sets  | Sets  | Sets  | Sets  |
| 2006 | 343   | 283   | 132   | 60    | Sets  | Sets  | Sets  | Sets  |
| 2007 | 320   | 213   | 130   | 90    | 40    | Sets  | Sets  | Sets  |
| 2008 | 463   | 387   | 218   | 179   | 26    | Sets  | Sets  | Sets  |
| 2009 | 436   | 343   | 185   | 143   | 83    | Sets  | Sets  | Sets  |
| 2010 | 335   | 277   | 184   | 76    | 108   | Sets  | Sets  | Sets  |
| 2011 | 320   | 250   | 145   | 100   | 55    | Sets  | Sets  | 36    |
| 2012 | 359   | 278   | 139   | 77    | Sets  | Sets  | Sets  | 37    |
| 2013 | 275   | 218   | 147   | 135   | 27    | Sets  | Sets  | 17    |
| 2014 | 345   | 210   | 130   | 35    | 45    | Sets  | Sets  | 9     |
| 2015 | 287   | 199   | 97    | 71    | 28    | Sets  | Sets  | 14    |
| 2016 | 294   | 192   | 142   | 116   | Sets  | Sets  | Sets  | 16    |
| 2017 | 27    | 200   | 130   | 90    | 13    | Sets  | Sets  | 10    |
| 2018 | 207   | 142   | 75    | 99    | 79    | 26    | Sets  | 49    |
| 2019 | 176   | 161   | 105   | 77    | 70    | 17    | Sets  | 36    |

## Monedas conmemorativas en euro de Francia
Para más información, véase monedas conmemorativas de 2 euros.
| Año  | Motivo | Emisión    | Imagen |
| 2007 | Diseño común: 50 aniversario del Tratado de Roma | 9 400 000  |        |
| 2008 | Presidencia francesa del Consejo de la Unión Europea | 20 000 000 |        |
| 2009 | Diseño común: X Aniversario de la creación de la Unión Económica y Monetaria | 10 000 000 |        |
| 2010 | Septuagésimo aniversario del llamamiento del 18 de junio | 10 000 000 |        |
| 2011 | Trigésimo aniversario de la Fiesta de la Música La parte interior de la moneda muestra una multitud gozosa, con una representación estilizada de un instrumento musical y notas flotando en el aire, a fin de simbolizar una atmósfera festiva, la de la Fiesta de la Música, que se celebra en Francia el día del solsticio de verano desde 1981. También en el centro del motivo figuran la leyenda «Fête de la MUSIQUE» y la fecha de «21 JUIN 2011» (21 de junio de 2011). En la parte superior y bajando hacia la derecha figura la leyenda «30 e ANNIVERSAIRE» (trigésimo aniversario) y, en la parte inferior, la indicación del país «RF». En la corona circular de la moneda figuran las doce estrellas de la bandera europea. | 10 000 000 |        |
| 2012 | Centenario del nacimiento del Abbé Pierre | 1 000 000  |        |
| 2012 | Diseño común: X Aniversario de la puesta en circulación de los billetes y monedas en euros | 10 000 000 |        |
| 2013 | / Diseño común binacional: 50 Aniversario de la firma del Tratado del Elíseo | 10 000 000 |        |
| 2013 | 150 Aniversario del nacimiento del Barón Pierre de Coubertin | 1 000 000  |        |
| 2014 | 70º Aniversario del día D | 3 000 000  |        |
| 2014 | Día Mundial de Lucha contra el sida | 3 000 000  |        |
| 2015 | 225 Aniversario de la Fiesta de la Federación | 4 000 000  |        |
| 2015 | Paz en Europa | 4 000 000  |        |
| 2015 | Diseño común: 30º aniversario de la Bandera europea | 4 000 000  |        |
| 2016 | Eurocopa de Fútbol Francia 2016 | 10 000 000 |        |
| 2016 | Centenario del nacimiento de François Mitterrand | 10 000 000 |        |
| 2017 | Centenario de la Muerte de Auguste Rodin | 10 000 000 |        |
| 2017 | 25º Aniversario del Lazo Rosa | 10 000 000 |        |
| 2018 | Le Bleuet de France | 15 000 000 |        |
| 2018 | Simone Veil | 15 000 000 |        |
| 2019 | 60 Años de Astérix | 310 000    |        |
| 2019 | / Diseño común binacional: 30º aniversario de la caída del muro de Berlín | 15 000 000 |        |
| 2020 | 50º años de la muerte del general De Gaulle y 80º Aniversario del llamamiento del 18 de junio | 18 061 940 |        |
| 2020 | Investigación médica | 300 000    |        |
| 2021 | 75 años de la fundación de UNICEF | 7 500 000  |        |
| 2021 | Juegos Olímpicos de verano París 2024: 1/4 | 500 000    |        |
| 2022 | Jacques Chirac |            |        |
| 2022 | Juegos Olímpicos de verano París 2024: 2/4 |            |        |
| 2022 | Diseño común: 35º aniversario del programa Erasmus |            |        |

| 2023 | Juegos Olímpicos de verano París 2024: 3/4 |
| 2024 | Juegos Olímpicos de verano París 2024: 4/4 |

## Monedas de colección en euro de Francia
Desde el año 2002 Francia emite monedas en metales preciosos y no preciosos para conmemorar eventos de ámbito nacional e internacional con fines de colección.